# Eunidia holofusca
Eunidia holofusca är en skalbaggsart som beskrevs av Stefan von Breuning 1977. Eunidia holofusca ingår i släktet Eunidia och familjen långhorningar. Inga underarter finns listade i Catalogue of Life.